# Plafond
Il plafond, in campo assicurativo, creditizio e finanziario, rappresenta l'importo limite di un fido bancario, di una carta di credito o di una carta di debito.
Il plafond di una carta di credito revolving (prepagata), ad esempio, è la somma di denaro caricata/depositata sulla stessa mentre in una carta di debito è l'importo massimo prelevabile in un tempo preciso (spesso giornalmente o mensilmente).
I plafond sono dunque gli impieghi finanziari che si hanno a disposizione a una certa data (su uno dei prodotti finanziari di cui sopra, per esempio).